# Andrej Dujella
Andrej Dujella (né en 1966 à Pula) est un mathématicien croate, professeur à l'Université de Zagreb et membre de l'Académie croate des sciences et des arts.

## Biographie
Né à Pula, originaire de Zadar, Dujella a obtenu le titre de docteur en mathématiques de l'Université de Zagreb avec une thèse dont le titre est « Problème Diophantien–Davenport généralisé ». Son principal domaine de recherche est la théorie des nombres, en particulier les équations diophantiennes, les courbes elliptiques et les applications de la théorie des nombres en cryptographie.
Dujella a montré qu'il n'existe pas de sextuplets diophantien entier et qu'il existe au plus un nombre fini de quintuplets diophantiens,,,.